# Список символов штата Гавайи
Список символов штата Гавайи (англ. Hawaii state symbols) — условные символы, характерные для штата Гавайи, в Соединённых штатах Америки.
Ниже приведён список символов для Гавайских островов (штат Гавайи в США).

## Список символов

### Общие
| Тип      | Символ                                                                                 | Описание | Год принятия                     | Изображение                       | Ссылка |
| -------- | -------------------------------------------------------------------------------------- | --- | -------------------------------- | --------------------------------- | ------ |
| Флаг     | Флаг Гавайев                                                                           | Прямоугольное полотнище разделённое по горизонтали на восемь полос одинакового размера белого, красного и синего цветов, символизирующих восемь главных островов архипелага. В крыже флага изображён флаг Великобритании. | 1845; повторно: 1894, 1898, 1959 |                                   |        |
| Печать   | Печать Гавайев                                                                         | В центре печати изображён щит, поделённый на четверти: первая и четвёртая четверти содержат белые, красные и синие полосы с флага штата, вторая и третья четверти на жёлтом фоне содержат капу (исторический свод законов и повседневных правил гавайцев), надетый на чёрное древко. В центре щита помещён небольшой щит зелёного цвета, внутри которого размещена пятиконечная жёлтая звезда. Слева и справа от щита расположены изображения короля Камеамеа I и богиня Свобода с флагом Гавайев в руках. По краям лучей восходящего солнца нанесена надпись «1959». В кольце над надписью «1959» нанесена надпись «State of Hawaii» («Штат Гавайи»). Внизу печати размещён девиз штата: Ua Mau ke Ea o ka ʻĀina i ka Pono. | 1959                             |                                   |        |
| Прозвище | Штат Алоха                                                                             | Слово «Алоха» означат приветствие на языке коренных обитателей Гавайских островов. | 1959                             |                                   |        |
| Девиз    | гав. Ua Mau ke Ea o ka ʻĀina i ka Pono (Жизнь страны увековечивается в справедливости) | Гавайская фраза, впервые произнесённая в 1843 году королём Гавайев Камеамеа III. | 1959                             | Ua Mau ke Ea o ka ʻĀina i ka Pono |        |
| Гимн     | гав. Hawaii Pono’i (Родные Гавайи)                                                     | Слова гимна трижды взывают к «родным сынам Гавайев» с предписанием о почтении к старшим по статусу, внимании за младшим и старшим поколениями и о ведении правильного образа жизни. | 1967                             | Hawaii Pono’i                     |        |

### Флора и фауна
| Тип           | Символ                                        | Описание | Год принятия | Изображение | Ссылка |
| ------------- | --------------------------------------------- | --- | ------------ | ----------- | ------ |
| Дерево        | Лумбанг Aleurites moluccana                   | Дерево высотой 15—25 м с широкой кроной. Семена употребляются в пищу, а также служат сырьём для получения жирного масла. Отвары листьев и коры применяются в медицинских целях. Древесина используется при изготовлении каноэ. | 1959         |             |        |
| Цветок        | Hibiscus brackenridgei                        | | 1959         |             |        |
| Бабочка       | Vanessa tameamea                              | | 2009         |             |        |
| Птица         | Гавайская казарка Branta sandvicensis         | | 1957         |             |        |
| Млекопитающее | Горбатый кит Megaptera novaeangliae           | | 1957         |             |        |
| Млекопитающее | Гавайский тюлень-монах Monachus schauinslandi | | 2008         |             |        |
| Рыба          | Углохвостый спинорог Rhinecanthus rectangulus | | 2006         |             |        |

## Геология
| Тип                      | Символ                              | Описание      | Год | Изображение     | Источник |
| ------------------------ | ----------------------------------- | ------------- | --- | --------------- | -------- |
| Минералы и горные породы | Гавайское название: ʻĒkaha kū moana | Чёрный коралл |     | ʻĒkaha kū moana | [ 1 ]    |

## Культура
[уточнить]

## Прочие

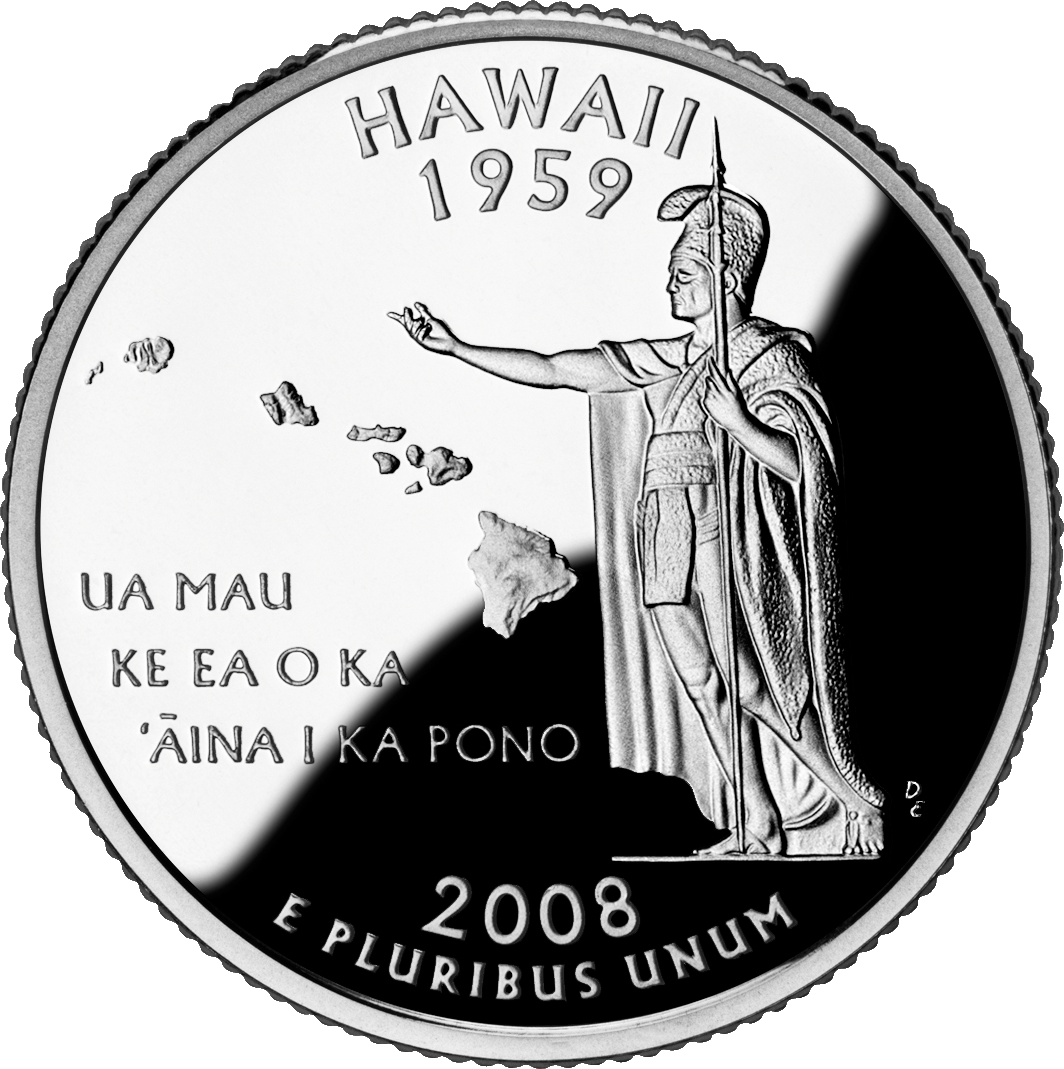
Монета 25 центов - Штат Гавайи
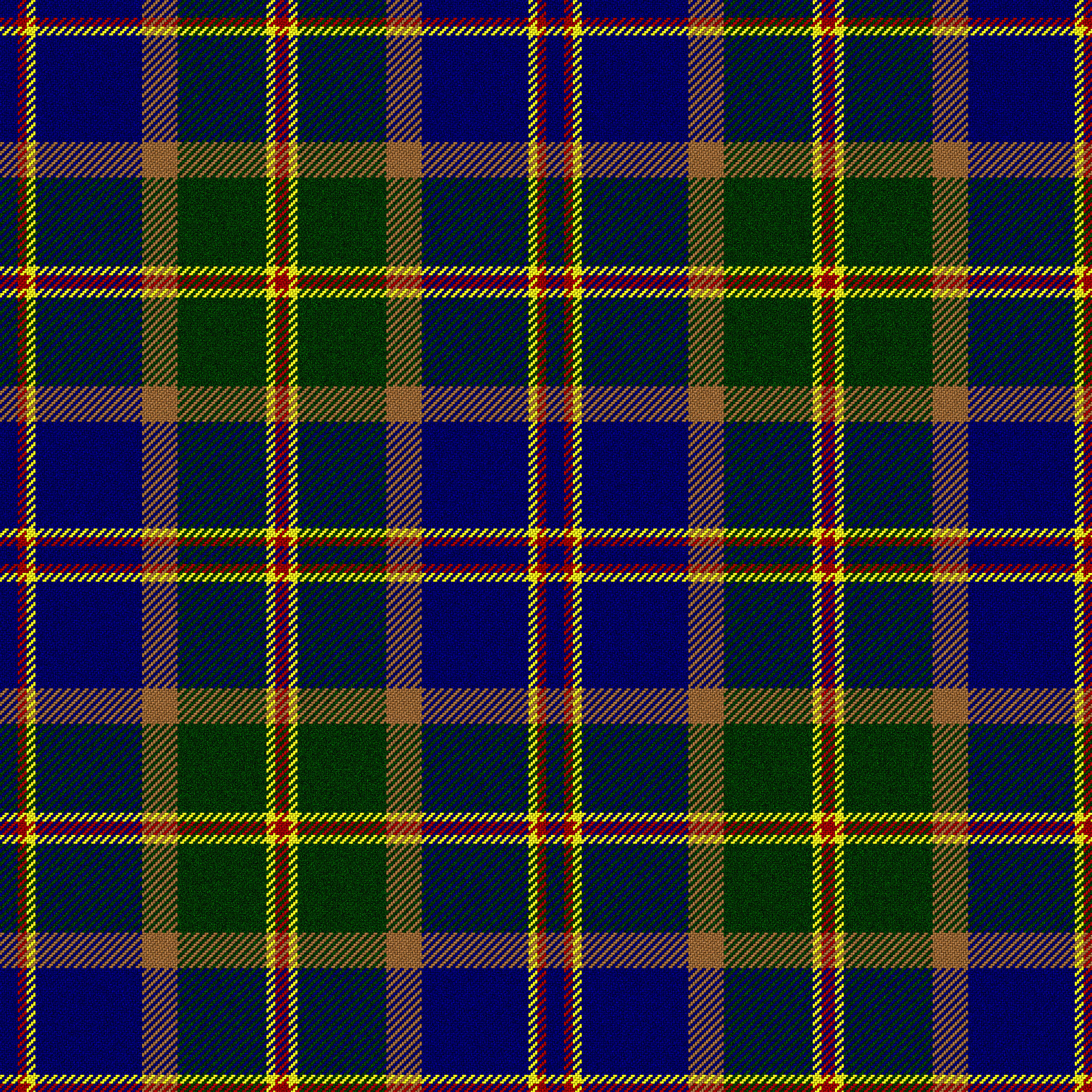
Узор на ткани